# Eduard Dolezal

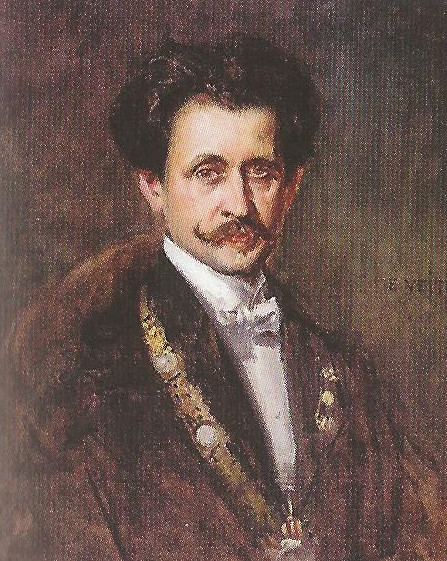
Eduard Dolezal, Gemälde von Eduard Veith (1909)

Eduard Dolezal (auch Doležal und Dolecal) (* 2. März 1862 in Mährisch Budwitz; † 7. Juli 1955 in Baden) war ein österreichischer Geodät.

## Leben
Eduard Dolezal, Sohn des Webers Franz (1830–1902) und der Eleonore Dolezal (1832–1920), belegte nach abgelegter Matura die Studien der Mathematik, Physik und darstellende Geometrie an der Technischen Hochschule und der Universität Wien. Nach dem Studienabschluss trat Dolezal 1887 eine Assistenzstelle für Praktische Geometrie bei Anton Schell an der Technischen Hochschule in Wien an. Zwei Jahre später wechselte er an die neugegründete Technische Mittelschule in Sarajevo, wo er speziell Darstellende sowie Praktische Geometrie unterrichtete. 1896 kehrte er als Konstrukteur an die Technische Hochschule Wien zurück. Hier wurde er mit der erstmaligen Abhaltung von Vorlesungen über Photogrammetrie als Vertretung von Anton Schell betraut. Zu seinen Studenten zählte auch Theodor Scheimpflug.
1899 folgte Dolezal einem Ruf auf den Lehrstuhl für Darstellende und Praktische Geometrie, später Praktische Geometrie und Markscheidekunde an der Bergakademie in Leoben. 1905 nahm er ein Angebot für die ordentliche Professur für Niedere Geodäsie an der Technischen Hochschule Wien an, die er bis zu seiner Emeritierung im Jahr 1930 innehatte. Von 1907 bis 1908 war er Dekan, 1908 bis 1909 Rektor.
Eduard Dolezal – er gilt als Begründer des modernen österreichischen Vermessungswesens – gründete 1907 die Österreichische, 1910 die Internationale Gesellschaft für Photogrammetrie. Er gab von 1908 bis 1923 das Internationale Archiv für Photogrammetrie sowie von 1907 bis 1938 die Österreichische Zeitschrift für Vermessungswesen heraus.
Organisatorisch bedeutsam waren seine Mitarbeit an der Reform des montanistischen Studiums, seine Reform des geodätischen Unterrichtes an den Technischen Hochschulen in Österreich und Schaffung eigener Abteilungen für Vermessungswesen, die Zentralisierung des staatlichen Vermessungswesens sowie die Schaffung des Bundesamtes für Eich- und Vermessungswesen, das die Erdmessung, die Triangulierung, das Grundkataster sowie die topographische Landesaufnahme umfasst.
Wie andere Dozenten setzte sich Dolezal etwa 1910 gegen das Frauenstudium ein, 1943 war er einer der Betreiber der Anbringung einer Lueger-Gedenktafel anlässlich Luegers 100. Geburtstag, die Enthüllung erfolgte am 24. Oktober 1944. Die Anbringung in der Zeit des Nationalsozialismus wird so interpretiert, dass der offene Antisemitismus Luegers und dessen Vorbildwirkung für Adolf Hitler in dieser Zeit eine bedeutende Rolle für die Anbringung dieser Gedenktafel gespielt haben könnten.
Eduard Dolezal liegt auf dem Helenenfriedhof von Baden bei Wien begraben.
Er war Mitglied der deutschnationalen Wiener Burschenschaft Eisen.

## Ehrungen
Eduard Dolezal war Träger zahlreicher österreichischer und internationaler Auszeichnungen, so erhielt er mehrere Ehrendoktorate und 1942 die Goethe-Medaille für Kunst und Wissenschaft. Dolezal wurde 1918 in die Deutsche Akademie der Naturforscher Leopoldina, 1924 in die Spanische Akademie der Wissenschaften sowie 1942 in die Österreichische Akademie der Wissenschaften aufgenommen. Zu seinem Gedenken wurde unter Federführung von Karl Kraus der Eduard Dolezal Award ins Leben gerufen, der an Personen aus Entwicklungs- oder Reformländern vergeben wird um ihnen damit die einmalige Teilnahme an dem alle vier Jahre stattfindenden ISPRS-Kongress zu ermöglichen.
1971 wurde die Dolezalgasse in Wien-Floridsdorf nach ihm benannt.

## Schriften
- Die Anwendung der Photographie in der praktischen Messkunst, In: Ausgabe 22 von Encyklopädie der Photographie, Verlag Wilhelm Knapp, Halle/Saale, 1896
- Paganinis photogrammetrische Instrumente und Apparate für die Rekonstruktion photogrammetrischer Aufnahmen, Verlag Administration der Zeitschrift: Der Mechaniker, Berlin, 1899
- Mit Simon Stampfer: Theoretische und praktische Anleitung zum Nivellieren, Mit 86 Textfiguren, 10. Auflage, Verlag Carl Gerold´s Sohn, Wien, 1902
- Mit Friedrich Hartner: Hand- und Lehrbuch der niederen Geodäsie, L. W. Seidel & Sohn, Wien, 1903/1904
- Das Rückwärtseinschneiden auf der Sphäre, gelöst auf photogrammetrischem Wege, Alfred Hölder Verlag, Wien, 1915
- Das Pantograph-Planimeter, Alfred Hölder Verlag, Wien, 1915
- Mit Simon Stampfer: Sechsstellige logarithmischtrigonometrische Tafeln nebst Hilfstafeln, einem Anhange und einer Anweisung zum Gebrauche der Tafeln, 22. Auflage, Verlag Carl Gerold´s Sohn, Wien, 1919
- Fünfstellige logarithmischgoniometrische Tafeln, Schulausgabe, L. W. Seidel & Sohn, Wien, 1922